# Sebastian Smoleń
Sebastian Smoleń (ur. 3.08.2001 w Jaworznie) – skrzypek, pianista, producent muzyczny, muzyk sesyjny, wykonawca. Niezależny muzykant współpracujący z polskimi artystami popowymi i jazzowymi.

## Edukacja
Ukończył Państwową Szkołę Muzyczną I i II st. im. Mieczysława Karłowicza w Katowicach. Uzyskał tytuł licencjata na skrzypcach na Wydziale Jazzu i Muzyki Rozrywkowej Akademii Muzycznej im. Karola Szymanowskiego w Katowicach, gdzie kształcił się w zakresie wykonawstwa oraz produkcji muzycznej. Kontynuuje studia II stopnia.

## Doświadczenie muzyczne

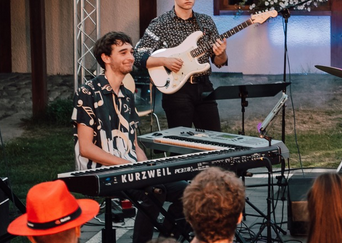
Sebastian Smoleń na Brda Jazz Festiwal

Sebastian Smoleń współpracował z polskimi artystami, m.in. z Krzysztofem Cugowskim, Małgorzatą Ostrowską, Kasią Moś, Piotrem Cugowskim oraz Markiem Piekarczykiem. Oprócz współpracy z wokalistami i artystami popowymi jest członkiem kilku składów jazzowych. W 2024 roku wraz z zespołem wystąpił podczas festiwalu jazzowego Brda Jazz Festiwal w Tucholi. Jako akompaniator uczestniczył w wydarzeniach muzycznych, takich jak Krajowy Festiwal Piosenki Polskiej w Opolu czy Ogólnopolski Festiwal Piosenki Artystycznej (OFPA). Na 28. OFPA zdobył nagrodę akompaniatora.
W 2023 roku wydał swój debiutancki album, Parnas Adventures, będący przykładem jego zamiłowania do muzyki narracyjnej i łączenia różnych gatunków. Ma również doświadczenie w wykonywaniu muzyki ludowej w Zespole Pieśni i Tańca AGH "Krakus".

## Dyskografia

### Albumy
- Parnas Adventures (2023)

### Single
- Wóda to śmierć (2021)
- Labirynt Uczuć (2022)
- Czas napić się! (2022)